# Kolossale orde

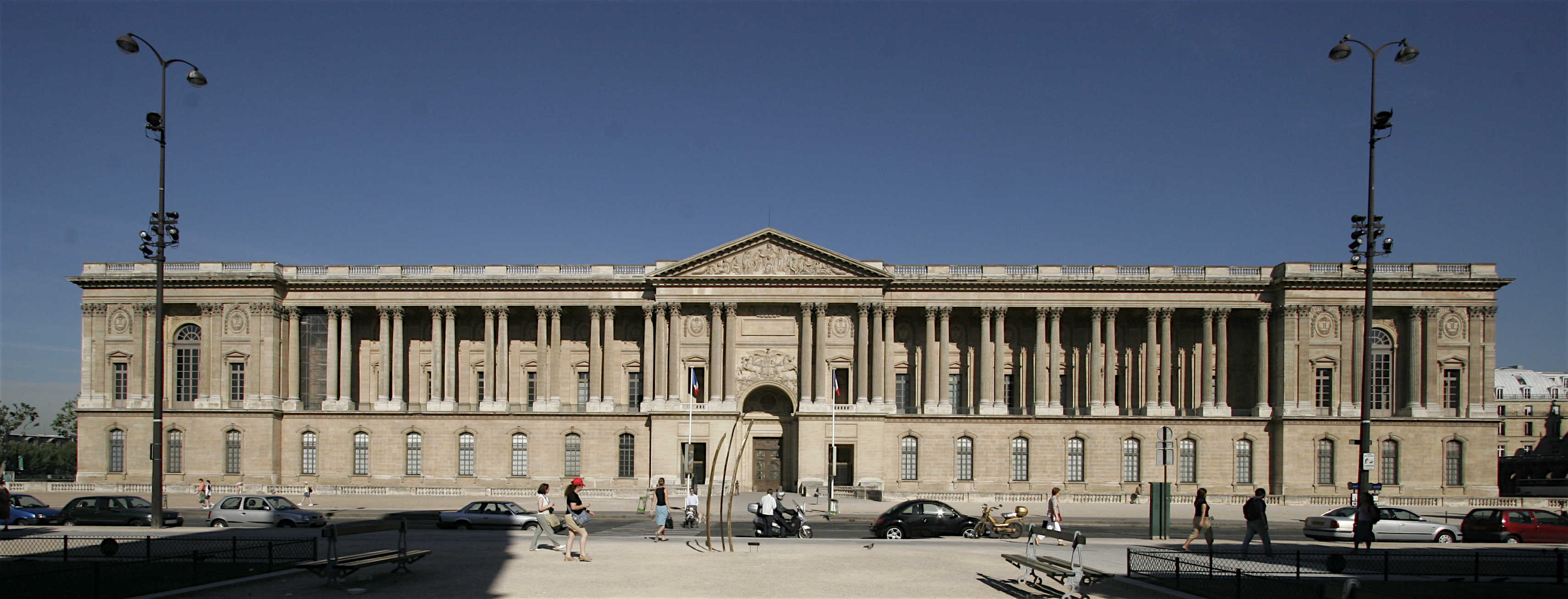
Louvre, de oostelijke gevel

De kolossale orde of grote orde is een bouworde waarbinnen zuilen, pilasters respectievelijk halve of driekwart zuilen voor of tegen een gevel over de volle hoogte of over meer dan één verdieping opgaan. Tegelijkertijd kunnen kleinere orden voorkomen in arcaden, vensters en deuromlijstingen in de verdiepingen die binnen de Kolossale orde vallen.
Een van de vroegste vormen van gebruik van deze orde was in de Basilica di Sant'Andrea di Mantova, ontworpen door Leon Battista Alberti in de vijftiende eeuw. Uit de ontwerpen van Rafaël Santi voor zijn eigen palazzo in Rome op een eilandblok blijkt dat alle façades pilasters van de Kolossale orde zouden hebben die op zijn minst twee verdiepingen om de hoogte van de piano nobile te vullen. Hij lijkt deze te hebben ontworpen in de twee jaren voor zijn dood in 1520, waardoor de bouw nooit is begonnen. De orde werd verder ontwikkeld door Michelangelo Buonarroti in de paleizen op het Capitolijn in Rome (1564-1568), waar hij grote pilasters van de Korinthische orde combineerde met de kleine Ionische zuilen die de ramen van de bovenverdieping omlijsten en de openingen van de loggia eronder flankeerden.
De Kolossale orde werd een belangrijk kenmerk van het latere 16e-eeuwse maniëristische architectuur en de Barokke architectuur. Het gebruik van deze orde door Andrea Palladio rechtvaardigde het gebruik in de 17e eeuw in de beweging van de neo-Palladianische architectuur.
Het bleef in gebruik in beaux-arts-architectuur van 1880-1920, zoals in het James Farley Post Office in New York.

## Voorbeelden

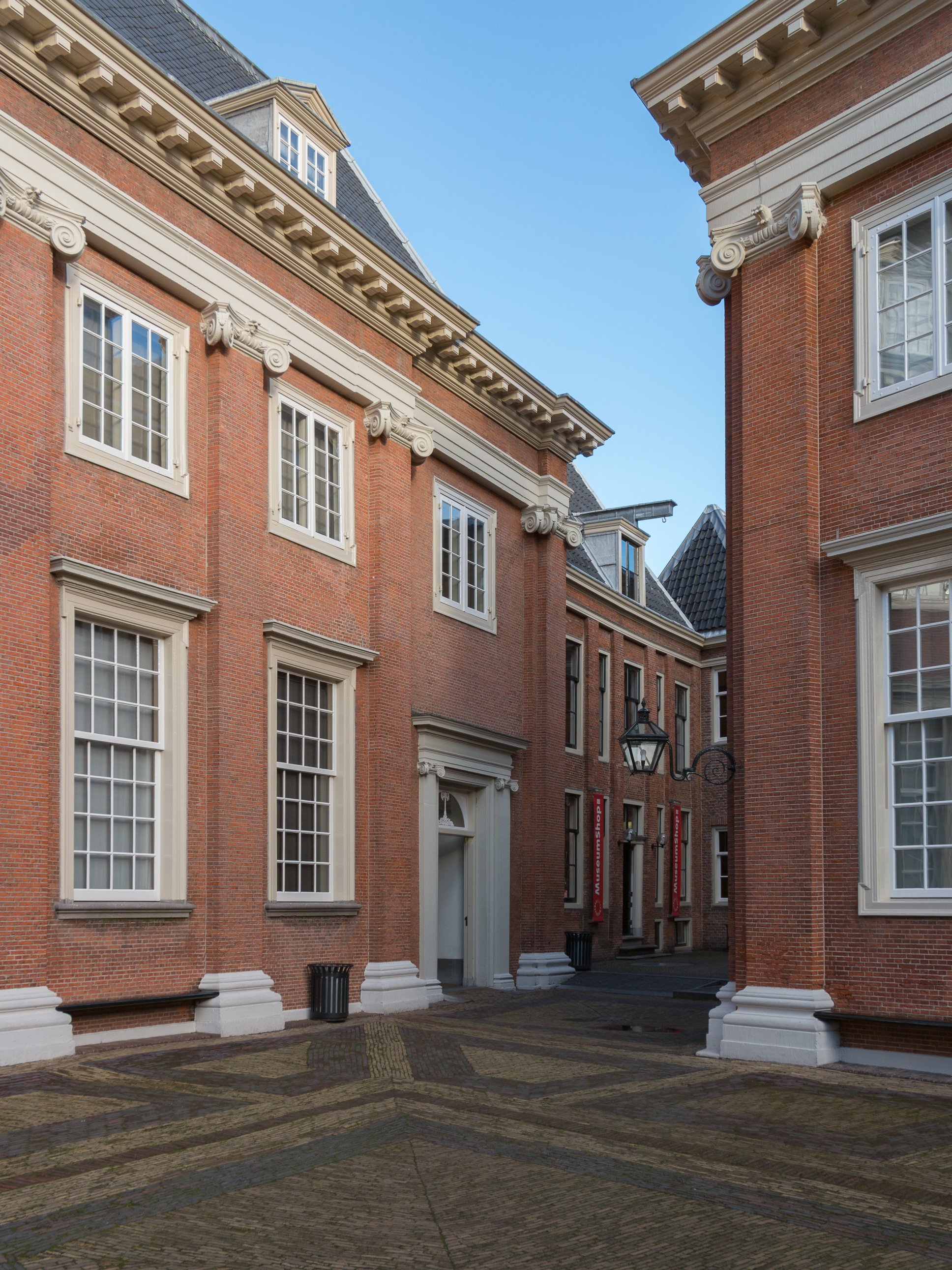
Meisjesplaats van het Burgerweeshuis in Amsterdam
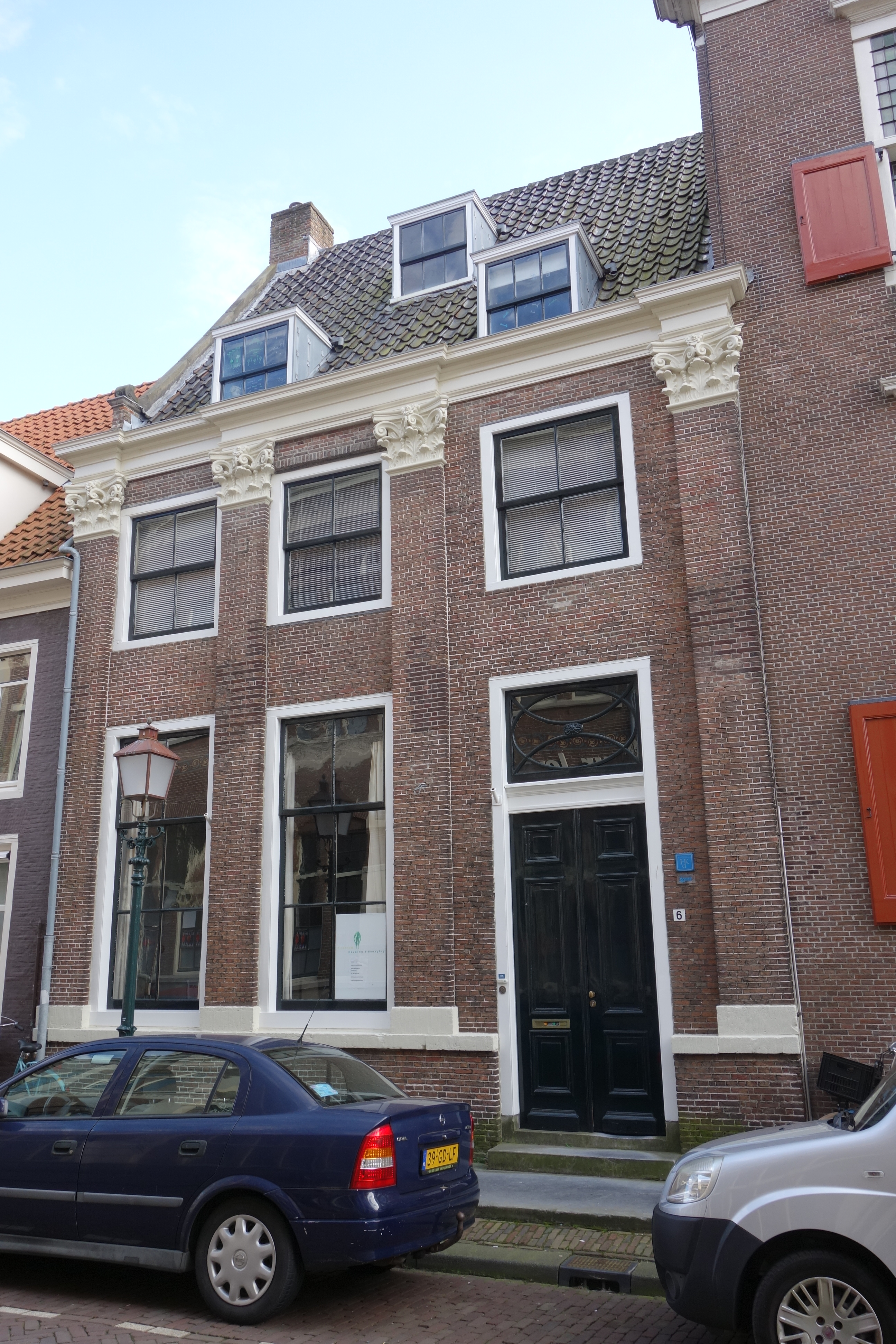
Muntstraat 6, Hoorn (Noord-Holland)
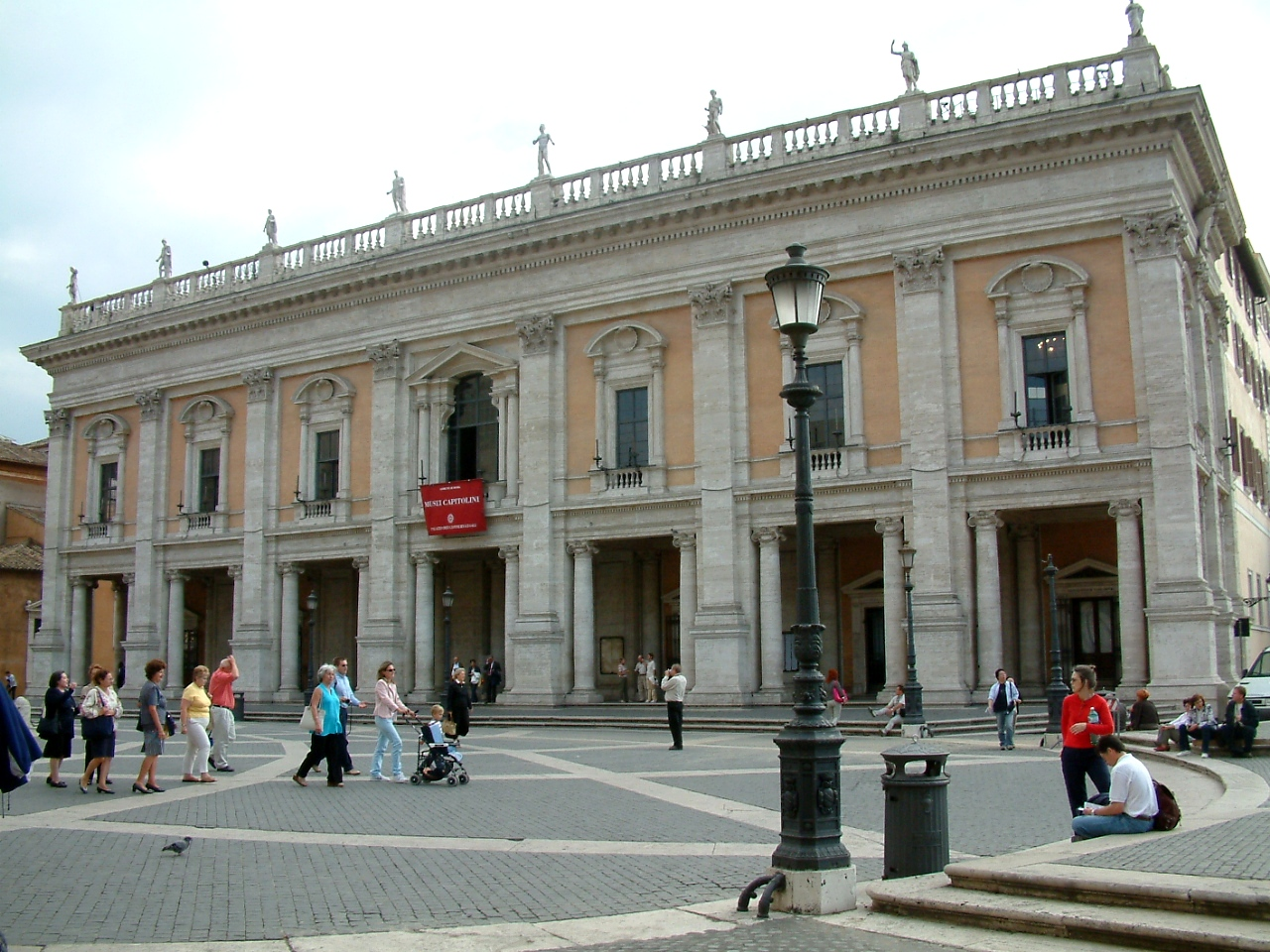
Michelangelo's Palazzo dei Conservatori in Rome
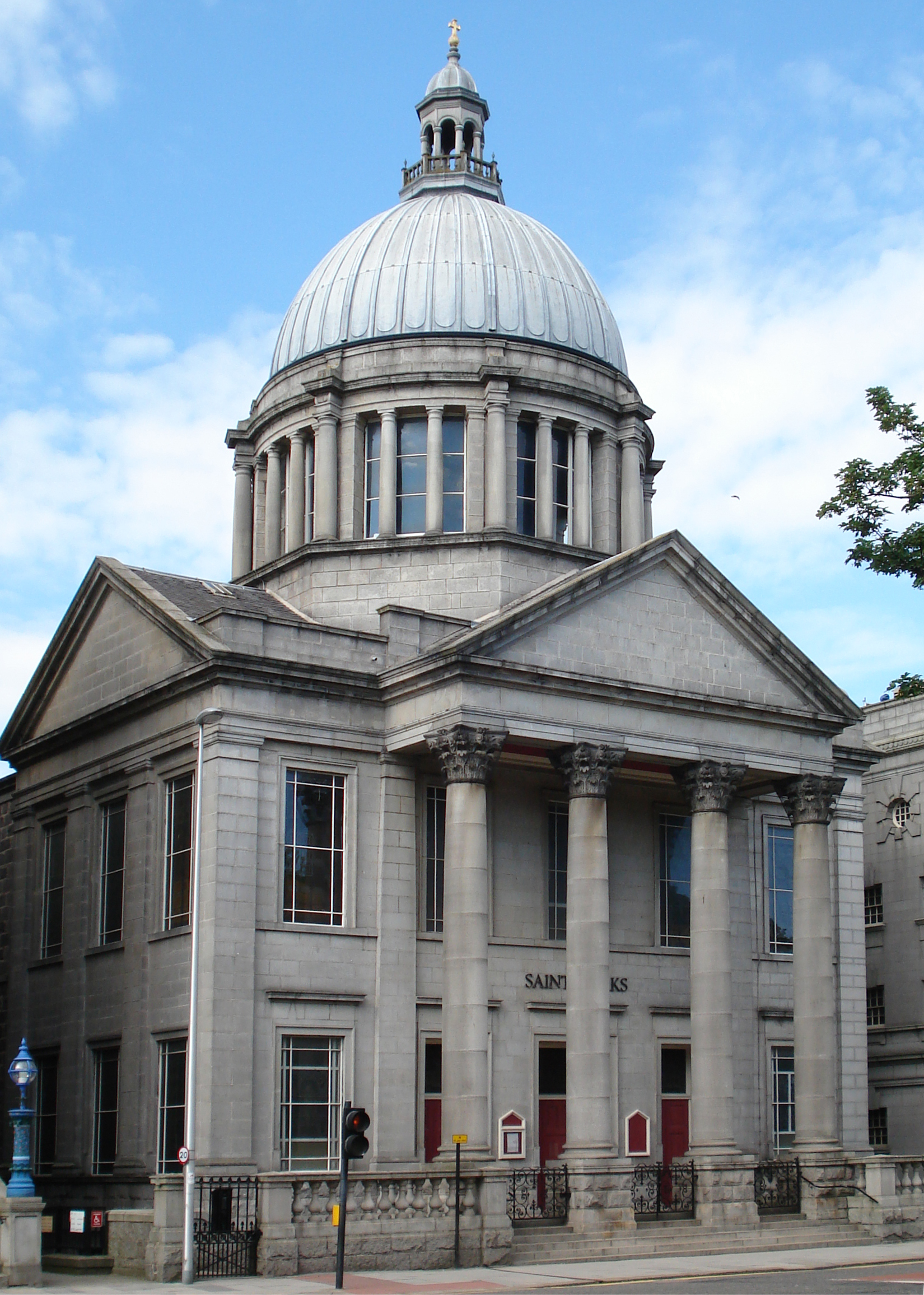
St Mark's Church in Aberdeen